# Биби-Эйбат (месторождение)
Биби-Эйбат — нефтегазоконденсатное месторождение расположенное на Апшеронском полуострове. С точки зрения орографии, месторождение расположено в Биби-Эйбатской долине, Биби-Эйбатской бухте (бухта Ильича, ныне осушена) и Бадамдарском плато.

## История

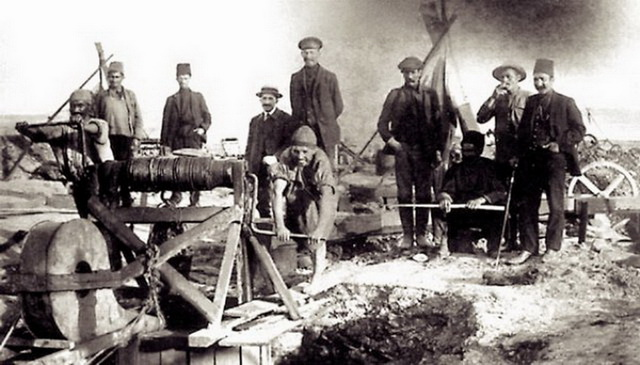
Поднятие нефти ручным воротом в XIX веке на месторождении Биби-Эйбат

В 1803 году бакинским купцом Касымбеком в море были сооружены два нефтяных колодца. Колодцы были расположены на расстоянии 18 и 30 м от берега села Биби-Эйбат (азерб. Bibiheybət — «тётя Эйбат»), а также были защищены от воды срубом из плотно сколоченных досок.
В 1844 году под руководством статского советника Василия Семёнова и директора Бакинских нефтяных промыслов майора Корпуса горных инженеров Алексеева, более чем за десять лет до бурения известной скважины Эдвина Дрейка в Пенсильвании, началось бурение на месторождении Биби-Эйбат. В 1846 году здесь была пробурена первая разведочная скважина на нефть глубиной 21 м.
Первая в мире современная нефтяная скважина была также пробурена здесь в период с 1847 по 1848 год. Первая нефть была получена 14 июля 1848 года ударным способом с применением деревянных штанг
Официальной датой открытия месторождения считается 1871 год.
На рубеже XIX—XX веков под прибрежным дном также обнаружили значительное месторождение. Для его освоения прибрежную отмель решили засыпать. В 1910 году работы были начаты под руководством петербургского инженера, выпускника института путей сообщения Павла Николаевича Потоцкого. Потоцкий руководил осушением и намывкой территорий месторождения вплоть до своей смерти в 1932 году. Был отмечен высокими наградами СССР (орден Ленина, премия ВСНХ СССР).

## Современный период
В 2025 году Татнефть осуществила гидродинамическое моделирование месторождения.

## Характеристика

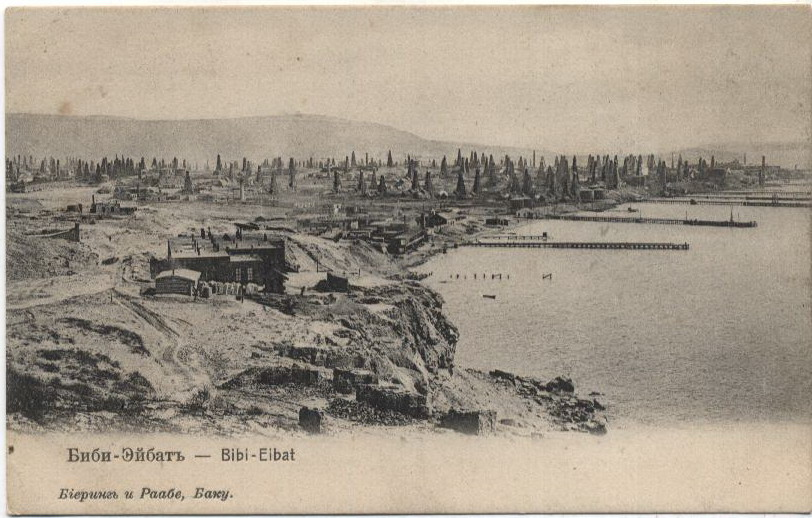
Нефтяные скважины на месторождении Биби-Эйбат в XIX веке

На месторождении присутствует брахиантиклинальная складка размерами 5,0 х 2,5 км, амплитудой 700—900 м. Месторождение осложнено продольными и поперечными разрывными нарушениями. Нефтегазоносность связана с продуктивной толщей среднего плиоцена.
Месторождение многопластовое. Залежи связаны с верхним (горизонты с I по XV), средним (XVI—XIV горизонты) и нижним отделами продуктивной толщи. Коллекторы терригенные, с эффективной пористостью от 10 до 24 % (средняя 17 %), проницаемость от 0,03 до 0,462 мкм2.
Глубина залегания залежей — от 180 до 2500 м. Тип залежей — пластовые, тектонически экранированные. Начальные дебиты нефти из верхнего и среднего отдела продуктивной толщи составляли 450—470 т/сутки. Плотность нефти от 0,856-0,875 г/см3 в верхней части разреза до 0,900 г/см3 в нижней. Содержание серы в среднем 0,05 %, среднее содержание парафина — 1,2 %, содержание смол и асфальтенов — 16—38 %.